# Вальядарес, Ноэль
Ноэ́ль Эдуа́рдо Вальяда́рес Бони́лья (исп. Noel Eduardo Valladares Bonilla; 3 мая 1977, Комаягуа) — гондурасский футболист, вратарь.

## Карьера

### Клубная
Первым клубом Вальядареса был «Мотагуа». Первые несколько сезонов Ноэль действовал на позиции нападающего и за недолгую карьеру форварда успел забить 3 мяча. Переквалифицировавшись во вратаря он вскоре стал важным игроком основы.
В 2005 году Вальядарес перешёл в «Олимпию».

### Международная
В составе олимпийской сборной принимал участие в Олимпийских играх 2000 года. В основной команде — с 2000 года. Принимал участие в Кубке Америки 2001, на котором Гондурас занял 3-е место.
Был основным голкипером сборной в отборочном турнире к чемпионату мира 2010. Был основным голкипером сборной, отыграл во всех 3 встречах.